# Linda Sarsour
Linda Sarsour (født 1980) er en amerikansk politisk aktivist og CEO for Arab American Association of New York.